# El Piñón (ort)
El Piñón är en ort i Colombia.   Den ligger i departementet Magdalena, i den norra delen av landet, 600 km norr om huvudstaden Bogotá. El Piñón ligger 9 meter över havet och antalet invånare är 7 481.
Terrängen runt El Piñón är mycket platt. Runt El Piñón är det ganska glesbefolkat, med 34 invånare per kvadratkilometer. Närmaste större samhälle är Campo de la Cruz, 7,0 km väster om El Piñón. Omgivningarna runt El Piñón är huvudsakligen savann.